# Llista de Creus de Sant Jordi/2022/Persones

#### Persones
Informació actualitzada per un bot. Els canvis manuals es perdran quan s'actualitzi!
| Persona                              | Wikidata   | Descripció                                       | Ocupació                                                                      | Imatge |
| ------------------------------------ | ---------- | ------------------------------------------------ | ----------------------------------------------------------------------------- | ------ |
| Laia Palau i Altés                   | Q1150392   | jugadora de basquet catalana                     | jugador de bàsquet                                                            |        |
| Carme Elias i Boada                  | Q3776476   | actriu catalana                                  | actor                                                                         |        |
| Jordi Puig-Suari                     | Q3814481   | desenvolupador de tecnologia aeroespacial català | enginyer                                                                      |        |
| Miquel Strubell i Trueta             | Q11936975  | professor d'universitat català                   | professor d'universitat                                                       |        |
| Maria Olivares i Usac                | Q17034613  | política espanyola                               | polític                                                                       |        |
| Tortell Poltrona                     | Q17037048  | pallasso català                                  | pallasso humorista actor artista empresari actor de televisió actor de cinema |        |
| Mari Chordà Recasens                 | Q20005646  | artista                                          | pintor poeta activista social escriptor                                       |        |
| Josep Minguell i Cardenyes           | Q27966064  | artista català                                   | artista pintor                                                                |        |
| Lluís Torner i Sabata                | Q46993545  | físic Català                                     | físic                                                                         |        |
| Andreu Vilasís i Fernàndez-Capalleja | Q55948204  | artista plàstic català                           | esmaltador                                                                    |        |
| María del Carmen Llasat Botija       | Q57297344  | física                                           | professor d'universitat                                                       |        |
| Josep Espunyes i Esteve              | Q85420307  | poeta i narrador català                          | escriptor                                                                     |        |
| Carme Trilla Bellart                 | Q111251023 | economista barcelonina                           | economista                                                                    |        |
| Fàtima Ahmed El Haddad               | Q112775731 | activista social marroquina                      | activista social                                                              |        |
| Maria Carme Cardó i Soler            | Q112775752 | activista cultural i professora de català        | professor de català                                                           |        |
| Joan Carles Doval Garcia             | Q112775810 | productor discogràfic                            | productor discogràfic                                                         |        |
| Rosa Maria Duran i Gili              | Q112775835 |                                                  | professor intèrpret                                                           |        |
| Lluís Parés Ramoneda                 | Q112775991 | agricultor                                       | agricultor                                                                    |        |
| Hisao Suzuki                         | Q112776115 | fotògraf japonès d'arquitectura                  | fotògraf autor                                                                |        |
| Marina Vilalta i Fajula              | Q112776190 | pastora                                          | pastor                                                                        |        |